# Der Weg nach Sansibar
Der Weg nach Sansibar, Originaltitel Road to Zanzibar, ist eine US-amerikanische Filmkomödie in schwarz-weiß aus dem Jahr 1941. Regie führte Victor Schertzinger. Das Drehbuch schrieben Don Hartman und Frank Butler nach einer Geschichte von Don Hartman und Sy Bartlett. Die Hauptrollen spielten Bob Hope, Bing Crosby und Dorothy Lamour. Es ist der zweite von sieben Filmen der Reihe Der Weg nach ….

## Handlung
Chuck Reardon und Hubert ‚Fearless‘ Frazier verdienen ihr Geld durch Auftritte in Zirkusarenen. Chuck lässt sich immer wieder neue, gefährliche Aktionen einfallen, die Fearless durchführen muss, und die meistens schiefgehen. Eines Tages stellt Fearless eine menschliche Kanonenkugel dar, die durch ein Feuer fliegt. Tatsächlich versteckt sich Fearless und ein Dummy wird abgeschossen. Dieser fängt Feuer, und der ganze Zirkus gerät in Brand. Chuck und Fearless müssen fliehen. In einem Club werden sie von der Polizei gestellt und flüchten auf die Bühne, müssen aber erkennen, dass es auch von dort keinen Ausweg gibt. Kurz vor ihrer Gefangennahme geben sie noch eine Vorstellung, die dem Minenbesitzer Charles Kimble so gut gefällt, dass er sich für die beiden einsetzt, so dass sie auf freiem Fuß bleiben. Für die 5000 Dollar, die sie für die Heimfahrt nach Amerika gespart haben, kauft Chuck Kimble eine Mine ab. Bald stellen die beiden aber fest, dass Kimbles Unterschrift nicht viel wert ist. Fearless gelingt es, die praktisch wertlose Mine für 7000 Dollar an den zwielichtigen Lebec weiterzuverkaufen. Bald müssen sie erneut fliehen.
Eines Tages treffen die beiden auf Julia Quimby, die sie um Hilfe bittet. Ihre Freundin Donna Latour wurde entführt und soll nun in die Sklaverei verkauft werden. Chuck und Fearless kaufen Donna frei, nicht wissend, dass sie damit von Julia und Donna betrogen werden. Als die beiden Frauen bemerken, dass Chuck und Fearless noch mehr Geld haben, fragt Donna die beiden, ob sie ihnen nicht eine Safari zur Suche ihres sterbenskranken Vaters organisieren wollen. Tatsächlich sucht sie aber nach ihrem reichen Verlobten. Fearless wird misstrauisch, trotzdem übernehmen Chuck und Fearless die Kosten. Bei der gemeinsamen Reise verlieben sich beide in Donna. Als diese eines Tages nach dem Baden vermisst und ihre Kleidung von Leoparden zerrissen gefunden wird, befürchten Chuck und Fearless schon das Schlimmste. Donna taucht bald wieder auf. Als die beiden erfahren, dass sie von Donna und Julia betrogen wurden, trennen sich ihre Wege. Nun ohne die einheimischen Führer geraten Chuck und Fearless bald in die Hände von Kannibalen. Diese sind sich unsicher, ob sie die beiden verspeisen können oder sie besser als weiße Götter anbeten sollten. Zur Klärung muss Fearless gegen einen Gorilla kämpfen, wobei er unterliegt. Nachdem sie kurz gemästet wurden, können die beiden gerade noch dem Kochtopf entrinnen und mit wertvollem Schmuck flüchten.
Chuck will von dem Gold die Karten für die Heimreise besorgen, trifft aber auf Julia und Donna, bei der es mit ihrem Verlobten vorbei ist. Die vier wollen nun zusammen auftreten, wobei Fearless mit Julia die zersägte Jungfrau vorführen soll.

## Produktion

### Produktionsfirma
Der Weg nach Sansibar wurde von Paramount Pictures produziert.

### Cast & Crew
Den großen Erfolg von Der Weg nach Singapur wollte Paramount schon bald wiederholen. Dazu wurde ein Script für einen Film, der ursprünglich Find Colonel Fawcett heißen sollte und wegen zu großer Ähnlichkeit zu dem Film Stanley und Livingstone von 1939 auf Eis gelegt worden war, auf Bing Crosby und Bob Hope angepasst.
Für die Kostüme in Der Weg nach Sansibar war Edith Head verantwortlich, für das Szenenbild Hans Dreier und Robert Usher.

### Dreharbeiten
Die Dreharbeiten für Der Weg nach Sansibar liefen vom 23. November bis Ende Dezember 1940. Drehort waren die Paramount Studios.

### Musik
Neben der Filmmusik von Victor Young spielen in Der Weg nach Sansibar wie in jedem anderen Film der Reihe die vorgetragenen Lieder eine große Rolle. Die von Jimmy Van Heusen (Musik) und Johnny Burke (Text) geschriebenen Lieder waren
You’re Dangerous (gesungen von Dorothy Lamour), You Lucky People, You (gesungen von Bing Crosby), It’s Always You (gesungen von Bing Crosby und später von Bing Crosby, Dorothy Lamour und Bob Hope), African Etude  und Road to Zanzibar. Ein weiteres Lied, Birds of a Feather, wurde im Film nicht gesungen.
Noch 1941 veröffentlichte Bing Crosby die Singles It’s Always You mit You Lucky People, You als B-Seite und You’re Dangerous mit Birds of a Feather als B-Seite.

### Erstaufführung
Der Weg nach Sansibar hatte seine Uraufführung am 11. April 1941 in Saint Petersburg, Florida. Auf DVD erschien der Film am 5. März 2002. Vertrieben wurde der Film von Paramount Pictures.
Die deutschsprachige Erstaufführung war am 1. Juli 1950.

### Synchronisation
Der Weg nach Sansibar wurde von der Elite Film Synchron GmbH aus Berlin synchronisiert.
| Rolle              | Schauspieler   | Synchronsprecher |
| ------------------ | -------------- | ---------------- |
| Chuck Reardon      | Bing Crosby    | Paul Klinger     |
| Donna Lucia Latour | Dorothy Lamour | Friedel Schuster |
| Hubert Frazier     | Bob Hope       | Georg Thomalla   |
| Julia Quimby       | Una Merkel     | Tatjana Sais     |

## Rezeption

### Kritiken
Der Weg nach Sansibar wurde zumeist über die Witzigkeit beurteilt. So fand Bosley Crowther von der New York Times den Film durchgehend witzig, was Filmen dieser Art nur sehr selten gelinge. Außerdem fürchtete er um spätere Filme, die in Afrika spielen, weil niemand sie nach diesem Film mehr ernst nehmen könne. Auch der Kritiker von Harrison’s Reports fand den Film sehr gut, weil er zwar keine nennenswerte Geschichte habe, aber sehr viele Gags, und diese seien zumeist sehr komisch. Der Film sei noch witziger als Der Weg nach Singapur. Andere meinten, es sei ein schwächerer Film der Reihe, fanden ihn aber immer noch amüsant oder albern und nicht sehr witzig. Zumindest wird Victor Schertzinger zugestanden, dass er seinen Job mache und die Formel zu wirtschaftlichem Gewinn aufrechterhalte.
Es wird herausgestellt, dass Bob Hope und Bing Crosby den Film dominieren, und erneut zeigen, dass sie sehr gut zusammenspielen. In diesem Film hätten die beiden den Ton gefunden, der die weiteren Filme der Serie zum Erfolg führte. Allerdings sei Der Weg nach Sansibar immer noch zu sehr am Script orientiert, sodass die Stars nicht alles an Witz herausholen könnten. Dorothy Lamour wird als witzig beziehungsweise halbwegs amüsant bewertet. Sie sei in erster Linie dekorativ, aber sie habe auch eine gewisse Spannung erzeugt. Auch Una Merkel und Eric Blore werden gelobt.

### Protest
Fünf damals prominente Profiwrestler, darunter George Zaharias und Jim Londos, verurteilten Paramount wegen der Szene, in der Fearless gegen einen Gorilla kämpft. Sie baten die Studios, den Beruf des Wrestlers nicht herabzusetzen und dessen Würde nicht zu verleumden.

### Auszeichnung
Der Weg nach Sansibar gehörte 1941 zu den vom National Board of Review ausgewählten zehn besten Filmen des Jahres.